# Władysław Kraiński
Władysław Kraiński (15. srpna 1842 Wola Sękowa – 2. prosince 1926 Niebocko) byl rakouský finanční odborník, bankéř a politik polské národnosti z Haliče, na konci 19. století poslanec Říšské rady.

## Biografie
Profesí byl právníkem. Pocházel z šlechtické rodiny. Jeho strýcem byl politik Maurycy Kraiński. Od mládí se zajímal o studia. Střední školu vychodil v Přemyšli, pak nastoupil na Lvovskou univerzitu, kde studoval práva a kde získal roku 1864 doktorát. Pokračoval pak díky finanční podpoře svého strýce studiem na Sorbonně. Pracoval na praxi ve francouzských a anglických bankách. Po návratu do Haliče pracoval jako zástupce ředitele pobočky Anglobanky ve Lvově. V letech 1870–1873 opět působil v Paříži jako ředitel jednoho tamního finančního ústavu. Po opětovném návratu do vlasti se oženil. Jeho ženou se stala Maria Trzcińska, dcera průmyslníka. Věnoval se správě svých statků. Byl zvolen do okresní rady v Přemyšli.
Od roku 1899 do roku 1913 zasedal jako poslanec Haličského zemského sněmu za kurii velkostatkářskou. Profiloval se jako odborník na finanční otázky. Zastával významné posty ve finančním ústavu Galicyjskie Towarzystwo Kredytowe Ziemskie, od roku 1886 coby jeho předseda.
Byl i poslancem Říšské rady (celostátního parlamentu Předlitavska), kam usedl ve volbách roku 1891 za kurii velkostatkářskou v Haliči. Slib složil 13. dubna 1891. Ve volebním období 1891–1897 se uvádí jako rytíř Dr. Ladislaus von Kraiński, statkář, bytem Wyszatyce.
Ve volbách roku 1891 se uvádí jako kandidát Polského klubu. Patřil mezi konzervativní a klerikální křídlo polských statkářů (tzv. Podolaci). Podporoval spolupráci polských a německorakouských konzervativců. Byl aktivní v organizaci Mariánská kongregace.
Roku 1904 ho císař jmenoval do Panské sněmovny (nevolená horní komora Říšské rady) jako doživotního člena. Získal zároveň titul tajného rady. Po první světové válce se již v politice neangažoval. Roku 1920 se přestěhoval ze Lvova do Niebocko, kde strávil zbytek svého života.